# Johann Jacob Haßlacher

Johann Jacob Haßlacher

Johann Jacob Haßlacher (* 2. Dezember 1869 in Saarbrücken; † 16. Juli 1940 in Schwarzach im Pongau) war ein deutscher Stahlindustrieller und Reichstagsabgeordneter.

## Leben
Der Sohn eines Bergrates besuchte Gymnasien in Saarbrücken und Berlin. Nach dem Abitur begann er an der Rheinischen Friedrich-Wilhelms-Universität Rechtswissenschaft zu studieren. 1889 wurde er im Corps Rhenania Bonn recipiert. Als Inaktiver wechselte er an die Friedrich-Wilhelms-Universität zu Berlin.  Er war von 1896 bis 1910 als Justitiar tätig und wechselte in die Direktorenstelle der  Gelsenkirchener Bergwerks-AG. Anschließend war er Generaldirektor der Rheinischen Stahlwerke AG bis zu seinem Ruhestand 1936. Seit 1922 war er Präsidialmitglied im Reichsverband der Deutschen Industrie. Von 1921 bis 1930 war er stellvertretendes Mitglied des Preußischen Staatsrates. Für die Deutschnationale Volkspartei saß er von 1928 bis 1930 im 4. Reichstag (Weimarer Republik). Am 26. Januar 1932 wohnte er Hitlers Rede vor dem Industrie-Club Düsseldorf bei. Den Bau des von den Nationalsozialisten errichteten Hauses der Kunst finanzierte er mit einer Spende über 92.000 Reichsmark.
Haßlacher kaufte 1818 das Rittergut Kamnitz im Kreis Rummelsburg in Hinterpommern, das er bis an sein Lebensende besaß. Bis 1945 bewirtschaftete das Gut sein Sohn, der Landwirt Johann Jakob Haßlacher in Kamnitz.

## Familie
Haßlacher heiratete 1916 Elisabeth verw. Overbeck geb. Peter (* 1889), die zwei Stiefkinder in die Ehe mitbrachte. Aus der Ehe gingen ein Sohn und eine Tochter hervor.